# Мікрокомпоненти
Мікрокомпоненти (рос. микрокомпоненты, англ. microcomponents, нім. Mikrokomponenten f pl) –
- 1) В мінералогії — ізоморфні домішки в мінералах.

- 2) В петрографії вугілля — те ж саме, що й мацерали.